# Turn the Page
Turn the Page – utwór napisany przez Boba Segera w roku 1973 i nagrany na albumie Back in '72. Nie został wydany jako singel, lecz wersja na żywo, zaśpiewana przez Segera z udziałem zespołu Silver Bullet Band i wydana na albumie Live Bullet z roku 1976 stał się utworem często goszczącym na antenie radiostacji nurtu AOR, nadal jest też grywany przez radiostacje nadające klasyczną muzykę rockową.

## Inspiracja
Utwór Turn the Page jest odzwierciedleniem jasnych i ciemnych stron życia koncertującego muzyka rockowego, w ich wymiarze emocjonalnym i społecznym. Seger napisał go w roku 1972, będąc w trasie z zespołem Teegarden & Van Winkle. Perkusista zespołu, David Teegarden, który później dołączył do Silver Bullet, wspomina:

Graliśmy gdzieś na Środkowym Zachodzie, czy może na północy, gdzieś po drodze do Dakoty Północnej, a może Południowej. Jechał z nami [gitarzysta] Mike Bruce. Jechaliśmy na koncert całą noc, z Detroit, przez oślepiającą zamieć. Była może trzecia nad ranem. Mike stwierdził, że trzeba zatankować. Zaczął zwalniać, żeby zjechać z autostrady, i zauważył zajazd dla ciężarówek. Wszyscy nosiliśmy wtedy – w epoce hippisów – długie włosy, ale Skip, Mike i Bob schowali swoje długie włosy w czapkach. Wtedy trzeba było uważać, jak się podróżowało, bo łatwo było zostać wykluczonym i zlekceważonym. Gdy wszedłem do środka, było tam sporo kierowców ciężarówek, komentujących: „Baba to, czy chłop?” Kipiało we mnie, a ci goście się po prostu nabijali. Następnego dnia, po koncercie – chyba w Mitchell, w Dakocie Południowej – Seger powiedział: „Słuchajcie, od jakiegoś czasu pracuję nad takim jednym kawałkiem, mam do niego trochę tekstu.” Zagrał na gitarze akustycznej i w tekście pojawiła się linijka: Oh, the same old cliches / Is that a woman or a man? Ten utwór to był Turn the Page.

Tom Wechsler, ówczesny manager trasy Segera, wspomina to samo zdarzenie:

Turn the Page, doskonała piosenka drogi autorstwa Segera, pojawiła się w roku 1972, gdy wracaliśmy z trasy. Chyba byliśmy w Dubugue, w stanie Iowa, była zima, a my zatrzymaliśmy się w restauracji. Wyróżnialiśmy się z tłumu, gdy wchodziliśmy razem na stację benzynową, czy do knajpy. Akurat tam wnętrze było bardzo jasno oświetlone, nie było wiec żadnego ciemnego kąta, w którym można byłoby się schować. Wszyscy lokalsi patrzyli się na nas z wyrazem twarzy, który wręcz pytał: „Co to za goście? Czy to chłopy, czy baby?” Zupełnie jak w piosence... Takich zdarzeń w trasie, które doprowadziły do tego, że Seger napisał tę piosenkę, było oczywiście więcej.

## Instrumentarium
Zarówno w wersji studyjna jak i koncertowa pojawia się melotron, jak też partia saksofonu grana przez założyciela zespołu Silver Bullet, Alto Reeda, którego inspiracją według niektórych doniesień był Wechsler. Podczas nagrywania utworu, Wechsler powiedział Reedowi: „Alto, pomyśl sobie: jesteś sobie w Nowym Jorku, na Bowery. Jest trzecia nad ranem. Stoisz sobie pod latarnią. Ściele się lekka mgła. Stoisz sam. Zagraj mi, jak tam jest.”

## Covery
- Waylon Jennings nagrał własną wersję utworu na album o tym samym tytule w roku 1985. Był to pierwszy album od 20 lat, podczas nagrywania którego Jennings nie był pod wpływem narkotyków.
- Własną wersję utworu nagrał również zespół Metallica, zamieszczając ją na wydanym w roku 1998 albumie Garage Inc. i wydając jako pierwszy singel promujący wydawnictwo. Piosenka utrzymała się na pierwszym miejscu listy Hot Mainstream Rock Tracks Billboardu przez 11 kolejnych tygodni, stanowiąc dla zespołu rekord popularności. Perkusista Lars Ulrich usłyszał piosenkę Segera jadąc przez most Golden Gate w San Francisco, po czym stwierdził, że do piosenki bardzo pasowałby James Hetfield[3]. Wersja Metalliki zagrana jest w tym samym tempie co oryginał, lecz w sposób zdecydowanie cięższy; partia saksofonu zagrana jest przez Kirka Hammetta wysokim stylem slide na gitarze elektrycznej. Zarejestrowany do piosenki teledysk przedstawia dzień z życia – jednak nie muzyka, a matki, granej przez Ginger Lynn, za dnia pracującej jako tancerka erotyczna, zaś wieczorami zajmującej się prostytucją. Stacja muzyczna MTV odmówiła nadawania teledysku, z uwagi na pojawiającą się w nim scenę seksu z udziałem matki i agresywnego klienta[4]. Wideoklip wyreżyserował Jonas Åkerlund[5].
- Własną wersję utworu nagrała holenderska grupa Golden Earring.
- Kid Rock nagrał utwór w roku 1995 jako demo stanowiące część wydawnictwa White Room Studios Sessions, nie ma go jednak w wydawnictwie Early Mornin Stoned Pimp. Wersja Kid Rocka to oryginalny utwór z dogranymi dodatkowymi partiami. Cover zagrał w roku 2000, na trasie Metalliki Summer Sanitarium Tour. W trakcie wykonania tego utworu z Jamey Johnsonem, w sierpniu 2010 w DTE Energy Music Theatre, na scenie pojawił się Bob Seger, by zaśpiewać ostatni wers.
- Sage Francis nagrał własną wersję utworu na albumie Personal Journals, zmieniając nieco tekst.

## Wpływ
Jon Bon Jovi twierdzi, że Turn the Page był inspiracją dla niego i Richiego Sambory, gdy pisali piosenkę Wanted Dead or Alive z roku 1986.

## Nagrody
W roku 2014 Seger zaśpiewał utwór w programie CMT Crossroads, wraz z piosenkarzem country Jasonem Aldeanem. Nagranie wideo z tego wykonania zdobyło nagrodę CMT Music Awards w kategorii Wykonanie na żywo